# Nikola Manojlović
Nikola Manojlović (cirill betűkkel: Никола Манојловић, Belgrád, Jugoszlávia, 1981. december 1. –) Európa-bajnoki ezüstérmes szerb kézilabdázó.

## Pályafutása

### Klubcsapatokban
Pályafutását a Crvena zvezdában kezdte, majd Svájcba, a Pfadi Winterthur csapatához szerződött, ahol 2005 januárja és decembere közt kézilabdázott. 2005 decemberében a német Bundesligában szereplő Frisch Auf Göppingen együttesében folytatta pályafutását. Három és fél évet töltött a csapatnál, 2009 nyarán a román Constanța szerződtette. Rövid időt töltött a klubnál, bajnok és kupagyőztes lett a szezon végén, majd visszatért Németországba, a Rhein-Neckar Löwenhez. 2010-től három szezonon keresztül Szlovéniában játszott a Velenje és a Koper csapataiban, előbbi együttessel bajnoki címet nyert 2012-ben. 2013 nyarán egy szezonra visszatért a Löwenhez. Ezt követően a Meskov Breszt játékosa volt, 2016 januárjáig, amikor is a Nettelstedt-Lübbecke igazolta le, ahol pályafutását befejezte.

### A válogatottban
A szerb válogatottban 43 mérkőzésen 40 gólt szerzett, tagja volt a 2012-es, hazai rendezésű Európa-bajnokságon ezüstérmes csapatnak és részt vett a 2012-es londoni olimpián is.

## Sikerei, díjai
Constanța
- Román bajnok: 2009
- Román Kupa-győztes: 2009

Velenje
- Szlovén bajnok: 2012
- Szlovén Szuperkupa-győztes: 2011